# 1-ви награди „Емпайър“
1-вите награди „Емпайър“ (на английски: 1st Empire Awards) се раздават на церемония през април 1996 г. в Лондон. Представена е от британското филмово списание „Емпайър“, като отличава най-добрите филми от 1995 г. По време на церемонията са връчени награди в осем категории, както и една почетна награда.

## Награди и номинации по категория
| Филм                                       | Британски филм                             |
| ------------------------------------------ | ------------------------------------------ |
| - Смело сърце                              | - Плитък гроб                              |
| Режисьор                                   |                                            |
| - Дани Бойл – Плитък гроб                  |                                            |
| Актьор                                     | Британски актьор                           |
| - Найджъл Хоторн – Лудостта на крал Джордж | - Юън Макгрегър – Плитък гроб              |
| Актриса                                    | Британска актриса                          |
| - Никол Кидман – Да умреш за каузата       | - Кейт Уинслет – Божествени създания       |
| Дебют                                      | Почетна награда                            |
| - Брайън Сингър – Обичайните заподозрени   | - Награда за цялостно творчество: Майк Лий |

## Най-много награди
| Награди | Филм        |
| ------- | ----------- |
| 3       | Плитък гроб |